# Johanne Mathilde Dietrichson
Johanne Mathilde Dietrichson, født Bonnevie, (født 12. juli 1837 i Kristiania, død 28. november 1921 sammesteds) var en norsk malerinde, hustru til Lorentz Dietrichson.
Sin barndom og Ungdom tilbragte hun dels i Trondhjem, dels på Kongsberg. Senere gennemgik hun et tegnekursus i Kristiania og rejste så 1857 efter Adolph Tidemands råd til Düsseldorf for at uddanne sig videre. Her arbejdede hun i Otto Mengelbergs atelier til 1861. Året efter blev hun gift med Kunsthistorikeren Lorentz D. og fulgte ham paa hans Rejser, var bosat i
Rom et Par Aar til 1865, boede 1866-76 i Sthlm,
hvor hun gennemgik Kunstakademiet, og har fra 1876 været bosat i Kria.
På de mange rejser, hun har foretaget sammen med sin Mand,
har hun bl.a. studeret hos Defregger i München og hos Chaplin i Paris. Hun har malet
Genrebilleder og Portrætter; af hendes Værker
kan nævnes »Dannet Tjenestepige« (1872),
»Mesters Datter« (1877), »Rygende Gutter« (1877) og
fl. Portrætter af hendes Mand, af hvilke et
tilhører Kunstindustrimuseet i Kria. I 1870- og
1880’erne udstillede hun ofte i Kunstforeningen
og paa Høstudstillingerne i Kria.
En Mindeudstilling over hendes Kunst
blev holdt hos Blomqvist i Oslo Febr. 1922.